# Aphorisma
Aphorisma é um gênero de traça pertencente à família Arctiidae.